# Batterie d'Azeville
La batterie d’Azeville est un ancien site défensif allemand de la Seconde Guerre mondiale, transformé en musée, dont les vestiges se dressent sur le territoire de la commune française d'Azeville, dans le département de la Manche, en région Normandie.

## Localisation
La batterie côtière allemande d’Azeville est située au nord de Sainte-Mère-Église sur la commune d'Azeville, au lieu-dit les Campagnettes, à quatre kilomètres des côtes et à 10 kilomètres d'Utah Beach, dans le département français de la Manche.

## Historique

### Seconde Guerre mondiale
La batterie allemande d'Azeville, l’une des premières constructions du mur de l'Atlantique en France, est édifiée à partir de 1942. Son implantation marque le début de la présence des Allemands sur le littoral manchois. Elle est construite très près du village d'Azeville et utilise un camouflage de pierres peintes pour se confondre avec des maisons en ruines. Elle comprend quatre casemates de type H 650 abritant chacune un canon français de 105 mm Schneider datant de la Première Guerre mondiale. Ces canons étaient puissants mais de portée moindre (dix kilomètres) que ceux de la batterie voisine de Crisbecq à laquelle elle était reliée.
Plus de 700 mètres de galeries bétonnées dont la moitié en souterrain relient les casemates à différents abris, soutes, poste de défense de la batterie et bloc de production électrique. Situé assez à l'intérieur des terres et n'ayant pas une vue directe sur la mer, le poste de direction de tir se trouve à proximité de la batterie de Crisbecq.
Une garnison de 170 hommes sert et défend cette batterie commandée par le commandant Treiber et le Leutnant Kattnig. Les hommes sont logés chez l'habitant, dans les maisons et les fermes du village.
Azeville, Crisbecq (Saint-Marcouf) et Varreville constituent les batteries allemandes chargées de défendre tout le secteur.
Dès la nuit du 5 au 6 juin 1944, la batterie d’Azeville est prise à partie par un groupe de parachutistes des troupes alliées tombés là par erreur. Puis, très tôt le matin, elle entre en action contre le débarquement d'Utah Beach, retardant les forces américaines qui finissent par la contourner.
La position tombe le 9 juin 1944 après d'intenses combats et de nombreux rebondissements : tirs sur la batterie voisine de Crisbecq afin d'en dégager les soldats américains prêts à en prendre le contrôle, trois assauts et de nombreuses escarmouches, bombardement par le cuirassé USS Nevada dont un des obus de 356 mm traverse la chambre de tir et une casemate de part en part sans exploser, mais tuant une quinzaine de soldats allemands et laissant pour toujours les empreintes de sa trajectoire. Finalement, c'est le soldat Ralph G. Riley, du 3e bataillon du 22e régiment de la 4e division d'infanterie US, qui attaque au lance-flammes et fait sauter les munitions de la batterie, entraînant la reddition du commandant allemand et de ses 169 hommes. Pour ce fait d'armes, il reçut la Silver Star.

### Aujourd'hui
Propriété du conseil départemental de la Manche, qui en assure la conservation, la gestion et l’animation dans le cadre du réseau départemental des sites et musées de la Manche, la batterie d’Azeville est ouverte au public depuis 1994.
Cette forteresse est aujourd’hui un site qui permet de pénétrer dans 350 mètres de souterrains à la découverte de l’architecture des blockhaus. Un film exclusif retrace la construction du mur de l'Atlantique et présente les relations entre les troupes d'occupation allemandes et les habitants, à travers des témoignages d’Azevillais.
En décembre 2024, la batterie est inscrite au titre des Monuments historiques, au sein d'une liste de dix-huit vestiges de la Seconde Guerre.mondiale.

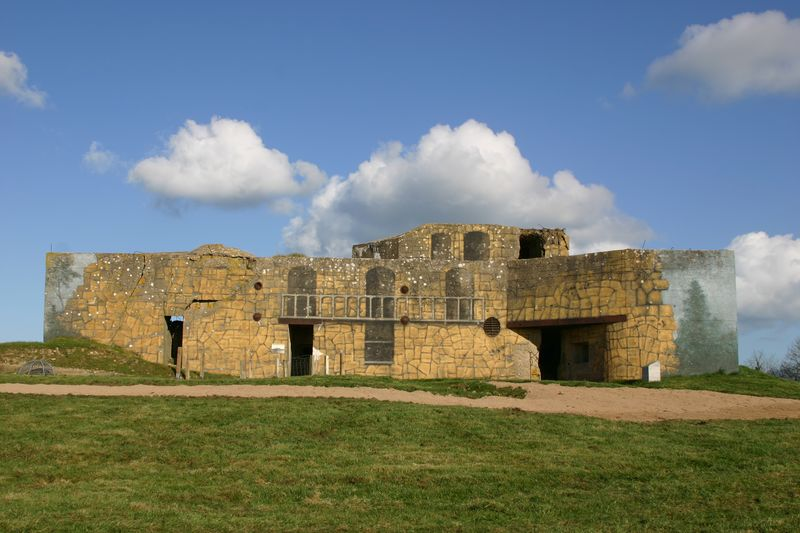
Vue arrière de la casemate peinte.

La visite guidée tente de donner une vision concrète de ce que pouvait être la vie quotidienne de 170 hommes dans cet environnement de béton armé :
- l’emplacement de la baraque où les soldats pouvaient s’amuser le soir et boire un verre autour de deux pianos ;
- les 350 mètres de souterrains qui reliaient les différentes casemates ;
- les soutes à munitions protégées par deux mètres de béton et des mesures de sécurité très strictes ;
- les réserves d’eau potable ;
- les abris pouvant accueillir 10 à 12 lits repliables, un périscope et des téléphones. La ventilation et les douches toutes proches devaient limiter les effets d’une attaque au gaz ;
- la première plate-forme de tir antiaérien, déplacée au début de 1944 sur l’une des casemates achevée quelques mois avant le débarquement ;
- la casemate no 1, avec son poste de commandement, son compartiment à munitions et une pièce où nourriture et autres nécessaires de survie permettaient de résister à un siège.